# 彭敦曆
彭敦曆 ，字德莆，號静涵，應天府溧陽人，明朝政治人物、賜特用進士出身。

## 生平
天啓四年（1624年）甲子科應天鄉試舉人，崇禎十三年以乙榜舉人賜特用，十五年登進士，官戶部主事。崇禎十七年甲申之變被俘，受拷掠，夾一夾，後脫逃返鄉。清初召用，不應。